# Waldemar Weißel

Waldemar Weißel

Waldemar Weißel (* 18. Februar 1897 in Hogendorf, Kreis Braunsberg; † 2. November 1964 in Peine) war ein deutscher Politiker (NSDAP).

## Leben und Wirken
Nach dem Besuch der Knabenmittelschule in Insterburg trat Weißel am 1. April 1914 in die Unteroffizierschule in Ettlingen ein. Von 1914 bis 1918 nahm er mit dem Infanterieregiment 11/114 am Ersten Weltkrieg teil, in dem er mit dem Eisernen Kreuz beider Klassen, dem Verwundetenabzeichen und der Badischen Silbernen Verdienstmedaille ausgezeichnet wurde. Eine schwere Verwundung bei Passendale führte dazu, dass Weißels linker Oberschenkel amputiert wurde. 1919 trat er in den Dienst der Reichsbahn.
1922 wurde Weißel Mitglied der NSDAP. Im April 1932 wurde er für diese in den Preußischen Landtag gewählt, nachdem er bereits seit 1928 Stadtverordneter und Führer der NS-Fraktion in der Stadtverordnetenversammlung von Insterburg war. Am 19. Februar 1933 folgte seine Ernennung zum Landesobmann des Landesverbandes Ostland (Ostpreußen, Danzig und Pommern) der NS-Kriegsopferversorgung.
Von November 1933 bis zum 26. Februar 1935 war Weißel Abgeordneter im nationalsozialistischen Reichstag für den Wahlkreis 1 (Ostpreußen). Sein Mandat wurde anschließend von Erich Fuchs übernommen.